# Robert Spears
Pour les articles homonymes, voir Spears.
Robert "Bob" Spears, né le 19 novembre 1893 à Dubbo en Australie et mort le 5 juillet 1950 à Neuilly-sur-Seine, est un coureur cycliste sur piste, spécialiste de la vitesse. 

## Palmarès

### Championnats du monde
- Anvers 1920
  -  Champion du monde de vitesse
- Copenhague 1921
  -  Médaillé d'argent de la vitesse
- Liverpool et Paris 1922
  -  Médaillé d'argent de la vitesse

### Grand Prix
- Grand Prix de Paris : 1920, 1921, 1922
- Grand Prix de Bordeaux : 1919 et 1920
- Grand Prix de Turin : 1920[1]
- Grand Prix de l'UVF : 1922
- Grand Prix de Buffalo : 1922
- Grand Prix de Copenhague : 1922, 1925
- Prix de l'Espérance : 1925

### Six jours
- 1913
  - Six jours de Melbourne avec Donald Kirkham
- 1915
  - Six jours de Newark avec Reginald McNamara
- 1916
  - Six jours de Chicago avec Reginald McNamara

## Distinctions
- Temple de la renommée du cyclisme en Australie